# Villacañas
Villacañas è un comune spagnolo di 10 900 abitanti situato nella provincia di Toledo, nella comunità autonoma di Castiglia-La Mancia.